# Raymond Viger
 (novembre 2017).
Si vous disposez d'ouvrages ou d'articles de référence ou si vous connaissez des sites web de qualité traitant du thème abordé ici, merci de compléter l'article en donnant les références utiles à sa vérifiabilité et en les liant à la section « Notes et références ».
Raymond Viger est un journaliste québécois depuis 1974 et écrivain depuis 1992. Il s’est impliqué dans l’organisme communautaire le Journal de la Rue comme travailleur de rue et directeur général. L’organisme publie depuis 1992 un magazine d’information et de sensibilisation, Reflet de Société, dont il est le rédacteur en chef. 
Il écrit aussi sur « Le blogue raymondviger.wordpress.com » pour soutenir de nombreuses causes sociales et l'œuvre du Café Graffiti et l'incitation des jeunes à trouver leur place dans la société.

## Publications
Raymond Viger a publié aux Éditions TNT :
- Après la pluie... Le beau temps (1993), en anglais It’s Always darkest before the Dawn (2016)
- Quand un homme accouche (1994)
- Opération Graffiti (1997)
- Patrick et Raymond en Chine (2001)
- L’Amour en 3 Dimensions (2001), en anglais Love in 3D (2014)
- L’intervention de crise auprès d’une personne suicidaire (2006) En anglais, Quebec Suicide Prevention Handbook (2013)
- Référencer son blogue... Un mot à la fois (2011)
- Liberté, un sourire intérieur (2015).
- D'un Couvert à l'autre (2016)
- Vanessa... Voyage dans les Caraïbes (2017)
- 25 ans de couverture sociale et culturelle (2018)